# Hans Laux
Hans Laux (* 31. Dezember 1929 in Köln) ist ein deutscher Aktuar auf dem Gebiet der Bausparmathematik, der das Bausparen maßgeblich geprägt hat, ehemaliger Manager und Autor des Standardwerks Die Bausparfinanzierung.

## Leben
Laux studierte von 1950 bis 1954 Mathematik mit wirtschaftswissenschaftlicher Ausprägung in Köln, an der er auch promovierte. Seine Dissertation trägt den Titel Über offene Versicherungskassen mit Durchschnittsprämie bei Verteilung der Zugangsalter auf ein Altersintervall. Im Anschluss an die Habilitation 1983 an der Universität Karlsruhe mit der Habilitationsschrift Fortgeschrittene Bauspartechnik wurde Laux die Venia Legendi für das Fachgebiet Versicherungs- und Bausparwesen erteilt. Seither war er in der Lehre, zunächst als Privatdozent, ab 1990 als außerplanmäßiger Professor an der wirtschaftswissenschaftlichen Fakultät, tätig. Bis 2003 hielt Laux Vorlesungen und Seminare ab.
Seine ersten berufliche Stationen verbrachte Laux bis 1962 in der betrieblichen- und der berufsständigen Altersversorgung. 1962 begann er seine Tätigkeit als Chefmathematiker der Wüstenrot Bausparkasse AG in Ludwigsburg. Bei der Wüstenrot Lebensversicherung AG (heute in die Württembergische Lebensversicherung AG integriert) war er ab 1977 Vorstandsvorsitzender. Seine Tätigkeiten für Wüstenrot endeten 1994.
Laux war während seines aktiven Berufslebens und danach in diversen Gremien berufsständischer und wissenschaftlicher Organisationen vertreten, u. a. war er Mitglied des Vorstands der Deutschen Gesellschaft für Versicherungsmathematik (1978–1998) und für Ausbildung und Prüfung angehender Aktuare im Fach Bausparmathematik zuständig.

## Veröffentlichungen (Auswahl)
- Grundzüge der Bausparmathematik, Verlag Versicherungswirtschaft, Karlsruhe, 1978
- Die Zwischenfinanzierung von Bausparverträgen, 5. Auflage, Verlag Recht und Wirtschaft, Heidelberg, 1980, ISBN 3-8005-6258-8
- Effektive Jahreszinsen für Festdarlehen im Versicherungs- und Bauspargeschäft, Verlag Versicherungswirtschaft, Karlsruhe, ISBN 3-88487-091-2
- Bauspartarife, Verlag Versicherungswirtschaft, Karlsruhe, 1988, ISSN 0178-8116
- Das novellierte fünfte Vermögensbildungsgesetz, Verlag Recht und Wirtschaft, Heidelberg, 1989, ISBN 3-8005-6881-0
- Bausparwissen für Bankkaufleute, Baufinanzierungs- und Anlageberater, 6. Auflage, Knapp, Frankfurt am Main, 1993, ISBN 3-7819-1185-3
- mit E. Bertsch und B. Hölzle: Handwörterbuch der Bauspartechnik, Verlag Versicherungswirtschaft, Karlsruhe, 1998, ISBN 3-88487-720-8
- Die Bausparfinanzierung: die finanziellen Aspekte des Bausparvertrages als Spar- und Kreditinstrument , 7. Auflage, Verlag Recht und Wirtschaft, Frankfurt am Main, 2005, ISBN 3-8005-2051-6